# Sven-Erik Österberg
Sven-Erik Österberg, född 10 mars 1955 i Munktorp, Västmanlands län, är en svensk ämbetsman och tidigare politiker (socialdemokrat). Han var riksdagsledamot 1994–2012 och statsråd i regeringen Persson (kommun- och finansmarknadsminister) 2004–2006. Österberg var landshövding i Norrbottens län 2012–2018 och i Stockholms län 2018–2023.

## Biografi
Efter att i tio år ha arbetat först som lantarbetare och sedan som skogsarbetare för dåvarande Domänverket i Skinnskattebergs revir blev Österberg 1984 lokalombudsman för Svenska Skogsarbetarförbundet i Fagersta. Samtidigt verkade han också som fritidspolitiker i Skinnskattebergs kommun med uppdrag som kommunfullmäktig och ordförande i socialnämnden 1988–1991. Han lämnade sitt fackliga uppdrag för att på heltid ägna sig åt politiken när han blev kommunalråd i Skinnskatteberg 1991. Redan efter en mandatperiod som kommunstyrelsens ordförande blev han 1994 riksdagsledamot. 
I riksdagen har han framför allt arbetat med finans- och arbetsmarknadsfrågor. Han satt som ledamot i lagutskottet 1994–1996, i finansutskottet 1998–2000 och ordförande 2002–2004, i arbetsmarknadsutskottet som ordförande 2000–2002 och som vice ordförande 2006–2008. Han har även varit suppleant i finansutskottet, miljö- och jordbruksutskottet, skatteutskottet och EU-nämnden, ledamot i utrikesnämnden och krigsdelegationen och var från 2008 ordförande i riksdagens valberedning. Från 2011 till 2012 var han ledamot av konstitutionsutskottet.
Sven-Erik Österberg blev i oktober 2004 biträdande finansminister (kommun- och finansmarknadsminister), och innehade statsrådsuppdraget tills regeringen Persson avgick i oktober 2006 efter den socialdemokratiska valförlusten. Österberg återgick därefter till riksdagen. 
Inom partiet har Österberg varit distriktsordförande i Västmanlands läns partidistrikt sedan 1995. På den extra partikongressen i mars 2007 valdes han in som suppleant i partiets verkställande utskott. Han var gruppledare för socialdemokraterna i riksdagen 2008–2011.
Österberg kombinerade sitt riksdagsuppdrag med politiska uppdrag i Skinnskattebergs kommun. Österbergs dubbelarbete och låga närvaro i kommunfullmäktige uppmärksammades av Dagens Nyheter 2010. Österberg var en av förhandsfavoriterna till att efterträda Mona Sahlin som partiordförande för Socialdemokraterna. Posten gick dock till Håkan Juholt. I en intervju som gjordes efter Juholts avgång hävdar Juholt att Österberg var illojal mot partiledaren och att Österberg skulle bort från partiledningen med huvudet före.
Den 5 juli 2012 utnämndes Österberg till landshövding i Norrbottens län.
Den 9 november 2017 utsåg regeringen Sven-Erik Österberg till ny landshövding och chef för Länsstyrelsen i Stockholms län. Han tillträdde tjänsten den 1 februari 2018. Förordnandet är på fyra år och sträcker sig till 28 februari 2022. Sven-Erik Österberg efterträdde Chris Heister, vars förordnande gick ut 31 augusti 2017, sedan regeringen den 14 oktober drog tillbaka den tidigare utnämningen av Thomas Bodström till landshövding i Stockholms län. Fram till och med att Sven-Erik Österberg tillträdde utsåg regeringen tillförordnade länsöverdirektören Åsa Ryding till vikarierande landshövding.
Österberg är gift och har tre barn.

### Fotnoter
1. ↑  Minister för internationell ekonomi och finansmarknader.
2. ↑  Kommun- och bostadsminister.
3. ↑  Sveriges befolkning 1990, CD-ROM, Version 1.00, Riksarkivet (2011)
4. ↑  Sven-Erik Österberg (S), Sveriges riksdags webbplats (Läst 14 januari 2021)
5. ↑  ”Politiker skolkar från förtroendeuppdrag” Dagens Nyheter 2010-08-30
6. ↑  www.di.se Dagens Industri 2011-01-28
7. ↑  ”Ekots lördagsintervju oktober 2012”. https://www.youtube.com/watch?v=dBXoIyMWZzM. Läst 16 februari 2017.
8. ↑  ”Sven-Erik Österberg ny landshövding i Stockholms län”. Regeringskansliet. 9 november 2017. Arkiverad från originalet den 9 november 2017. https://web.archive.org/web/20171109191423/http://www.regeringskansliet.se/pressmeddelanden/2017/11/sven-erik-osterberg-ny-landshovding-i-stockholms-lan/. Läst 9 november 2017.